# Relais 4 × 400 mètres mixte aux championnats du monde d'athlétisme 2023
Pour des articles plus généraux, voir Championnats du monde d'athlétisme 2023 et Relais 4 × 400 mètres aux championnats du monde d'athlétisme.
Navigation
Eugene 2022 Tokyo 2025
L'épreuve du relais 4 × 400 mètres mixte des championnats du monde de 2023 se déroule le 19 août 2023 au sein du Centre national d'athlétisme à Budapest, en Hongrie.

## Qualification
Les 8 nations finalistes du relais 4 × 400 m mixte des championnats du monde 2022 sont automatiquement qualifiés pour ces championnats du monde 2023. Les autres nations sont qualifiées par le biais du classement mondial World Athletics, la période de qualification est comprise entre le 31 juillet 2022 et le 30 juillet 2023.

## Engagés
| - Belgique - Tchéquie - République dominicaine - France - Royaume-Uni - Allemagne - Hongrie - Irlande - Italie | - Jamaïque - Kenya - Pays-Bas - Nigeria - Pologne - Portugal - Suisse - États-Unis |

## Résultats

### Séries
Les 3 premiers de chaque série (Q) et les deux meilleurs temps (q) se qualifient pour la finale.
| Rang | Série | Pays                   | Athlètes                                                                           | Temps   | Notes                      |
| ---- | ----- | ---------------------- | ---------------------------------------------------------------------------------- | ------- | -------------------------- |
| 1    | 1     | États-Unis             | Ryan Willie, Rosey Effiong, Justin Robinson, Alexis Holmes                         | 3:10.41 | Q, WL                      |
| 2    | 1     | Royaume-Uni            | Joseph Brier, Laviai Nielsen, Rio Mitcham, Yemi Mary John                          | 3:11.19 | Q, NR                      |
| 3    | 1     | Belgique               | Robin Vanderbemden, Imke Vervaet, Florent Mabille, Camille Laus                    | 3:11.81 | Q, SB                      |
| 4    | 2     | Pays-Bas               | Isaya Klein Ikkink, Lieke Klaver, Terrence Agard, Femke Bol                        | 3:12.12 | Q, SB                      |
| 5    | 2     | France                 | Gilles Biron, Louise Maraval, Téo Andant, Amandine Brossier                        | 3:12.25 | Q, NR                      |
| 6    | 2     | Tchéquie               | Matěj Krsek, Tereza Petržilková, Patrik Šorm, Lada Vondrová                        | 3:12.52 | Q                          |
| 7    | 2     | Allemagne              | Manuel Sanders, Alica Schmidt, Jean Paul Bredau, Skadi Schier                      | 3:13.25 | q, SB                      |
| 8    | 1     | Irlande                | Jack Raftery, Sophie Becker, Christopher O'Donnell, Sharlene Mawdsley              | 3:13.90 | q, SB                      |
| 9    | 2     | Jamaïque               | Demish Gaye, Natoya Goule-Toppin, Malik James-King, Stacey Ann Williams            | 3:14.05 | SB                         |
| 10   | 1     | Hongrie                | Attila Molnár, Bianka Kéri, Zoltán Wahl, Janka Molnár                              | 3:14.08 | NR                         |
| 11   | 2     | Suisse                 | Lionel Spitz, Giula Senn, Ricky Petrucciani, Julia Niederberger                    | 3:14.38 |                            |
| 12   | 2     | Nigeria                | Dubem Nwachukwu, Patience Okon George, Ezekiel Nathaniel, Imaobong Nse Uko         | 3:14.38 | SB                         |
| 13   | 1     | Italie                 | Lorenzo Benati, Ayomide Folorunso, Riccardo Meli, Alice Mangione                   | 3:14.56 |                            |
| 14   | 2     | Pologne                | Karol Zalewski, Marika Popowicz-Drapała, Kajetan Duszyński, Patrycja Wyciszkiewicz | 3:14.63 | q, requalifiés après appel |
| 15   | 1     | Kenya                  | Zablon Ekhal Ekwam, Milicent Ndoro, Wyclife Kinyamal, Mercy Oketch                 | 3:15.47 |                            |
| 16   | 1     | Portugal               | Omar Elkhatib, Cátia Azevedo, Ricardo dos Santos, Fatoumata Binta Diallo           | 3:15.75 |                            |
|      | 1     | République dominicaine |                                                                                    |         | DNS                        |

### Finale
| Rang               | Couloir | Pays        | Athlètes                                                                                   | Temps   | Notes |
| ------------------ | ------- | ----------- | ------------------------------------------------------------------------------------------ | ------- | ----- |
| Médaille d'or      | 6       | États-Unis  | Justin Robinson, Rosey Effiong, Matthew Boling, Alexis Holmes                              | 3:08.80 | WR    |
| Médaille d'argent  | 8       | Royaume-Uni | Lewis Davey, Laviai Nielsen, Rio Mitcham, Yemi Mary John                                   | 3:11.06 | NR    |
| Médaille de bronze | 4       | Tchéquie    | Matěj Krsek, Tereza Petržilková, Patrik Šorm, Lada Vondrová                                | 3:11.98 | NR    |
| 4                  | 5       | France      | Gilles Biron, Louise Maraval, Téo Andant, Amandine Brossier                                | 3:12.99 |       |
| 5                  | 9       | Belgique    | Robin Vanderbemden, Imke Vervaet, Jonathan Borlée, Camille Laus                            | 3:13.83 |       |
| 6                  | 3       | Irlande     | Jack Raftery, Sophie Becker, Christopher O'Donnell, Sharlene Mawdsley                      | 3:14.13 |       |
| 7                  | 2       | Allemagne   | Manuel Sanders, Alica Schmidt, Jean Paul Bredau, Elisa Lechletiner                         | 3:14.27 |       |
| 8                  | 1       | Pologne     | Igor Bogaczyński, Patrycja Wyciszkiewicz-Zawadzka, Karol Zalewski, Marika Popowicz-Drapała | 3:15.49 |       |
|                    | 7       | Pays-Bas    | Liemarvin Bonevacia, Lieke Klaver, Isaya Klein Ikkink, Femke Bol                           | DNF     | DNF   |

## Légende
Records et Performances
- AR : Record continental (area record)
- CR : Record des championnats (championship record)
- MR : Record du meeting (meet record)
- NR : Record national (national record)
- OR : Record olympique (olympic record)
- PR : Record paralympique (paralympic record)
- PB : Record personnel (personal best)
- SB : Meilleure performance personnelle de la saison (season's best)
- WL : Meilleure performance mondiale de l'année (world leader)
- WJR : Record du monde junior (world junior record)
- WR : Record du monde (world record)

Circonstances et Conditions
- DNF : N'a pas terminé (did not finish)
- DNS : N'a pas pris le départ (did not start)
- DQ : Disqualification (disqualification)
- NM : Aucun essai valable enregistré (No Mark)
- Q : Qualifié « directement » au prochain tour (ou à la prochaine compétition), lors d'une compétition majeure, grâce au classement ou à la réalisation des minima (automatic qualifier)
- q : Qualifié au prochain tour (ou à la prochaine compétition), lors d'une compétition majeure, grâce au repêchage ou à la réalisation de l'une des meilleures performances parmi celles des « non qualifiés directement » (grâce au meilleur temps ou à la meilleure distance par exemple) (secondary qualifier)